# Kazimieras Garšva
Kazimieras Garšva (ur. 11 listopada 1950 w Linkowie) – litewski językoznawca, przewodniczący nacjonalistycznego stowarzyszenia „Vilnija”.
W latach 1968–1973 studiował literaturę i filologię litewską na Wileńskim Uniwersytecie Państwowym, naukę kontynuował na Uniwersytecie im. Łomonosowa (1973–1976). W 1973 roku podjął pracę w Instytucie Języka Litewskiego.
W 1977 roku obronił dysertację na temat samogłosek w języku litewskim (Priegaidės fonologinėje sistemoje remiantis lietuvių kalbos medžiaga). W 1993 roku uzyskał habilitację.
Jest autorem ponad 100 publikacji naukowych i 5 książek oraz współautorem „Gramatyki współczesnej języka litewskiego”. Zajmuje się badaniem dialektów języka litewskiego oraz jego historią, fonetyką i zagadnieniami etymologii.
Stoi na czele radykalnej antypolskiej organizacji „Vilnija”, broniącej rzekomo zagrożonej litewskości Litwy Wschodniej. Stowarzyszenie wsławiło się m.in. żądaniem delegalizacji Akcji Wyborczej Polaków na Litwie za działania sprzeczne z konstytucją, dyskryminację języka litewskiego w samorządach Wileńszczyzny oraz rozniecanie waśni narodowych.
Nagrodzony Krzyżem Oficerskim Orderu „Za Zasługi dla Litwy”

## Wybrane publikacje
- Lietuvos rytai (1993)
- Armija Krajova Lietuvoje (cz. I. II – 1995, 1999)